# 何薇玲

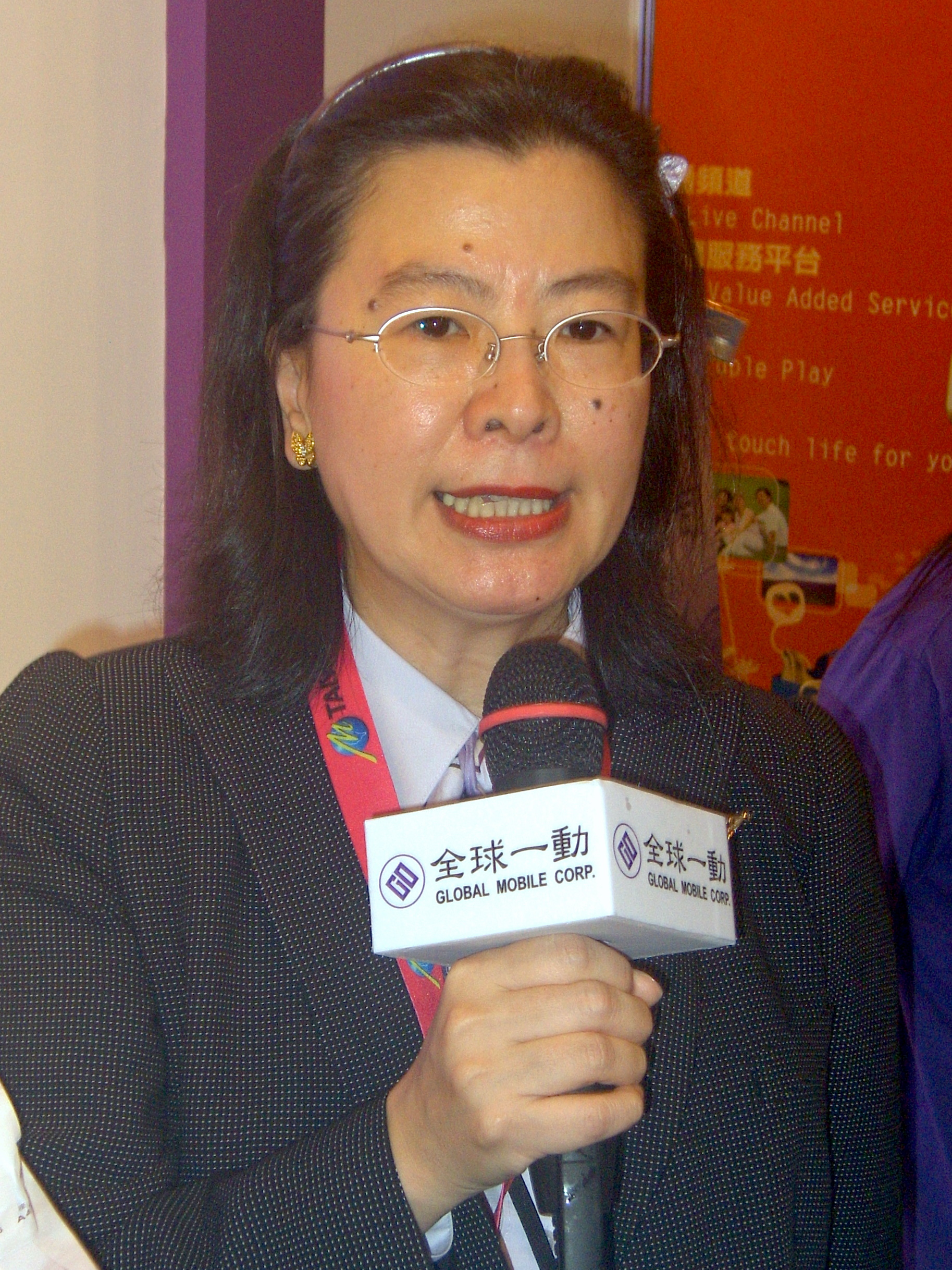
何薇玲

何薇玲（英語：Rosemary Ho，1956年—），生於台灣台中市，籍貫上海，是一位台湾企业家。

## 生平
畢業於台灣大學歷史系，輔修外語系英文組。畢業後至美國留學，於舊金山大學取得電腦碩士。之後留在美國加州，與石克強結婚。先後任職於明導國際與美普思科技。
1990年，石克強回台灣，接任益華電腦（Cadence）台灣區總經理。何薇玲與他一同回來，1991年建立MIPS台灣分公司，任台灣區總經理，是台灣外商公司首位女性總經理。在昇陽電腦投資成立昇陽軟體（Sunsoft）時，何薇玲出任大中國區總經理。隨後，進入迪吉多電腦台灣分公司，任台灣區總經理。1998年，在康柏電腦併購迪吉多公司後，任台灣康柏電腦總經理。2001年，惠普與康柏電腦合併，何薇玲任台灣惠普董事長兼總經理，台灣科技業外商第一位女性董事長。
2007年請辭惠普台灣區董事長，隨後成立創一投資。2011年，何薇玲主導的創一投資，取得台灣北區WiMax頻道執照，投入創立全球一動，任董事長。
2015年，中華民國行政院廢除WiMax廠商的執照，何薇玲代表全球一動提出行政訴訟。因為投資全球一動失利，債權人尹衍樑於2018年向法院申請查封何薇玲的住宅資產。在解決債務紛糾後，何薇玲與其夫石克強移居中國上海，兩人在中國上海創辦芯联芯公司。

## 家庭
其夫石克強。